# Орібе Перальта
Орібе Перальта (ісп. Oribe Peralta, нар. 12 січня 1984, Торреон) — мексиканський футболіст, нападник збірної Мексики та клубу «Америка». Його дубль у фіналі футбольного турніру Олімпіади 2012 року приніс Мексиці перемогу в турнірі.

## Клубна кар'єра
У дорослому футболі дебютував 2002 року виступами за «Монаркас», в якому провів один рік, взявши участь лише у 2 матчах чемпіонату.
Протягом 2003–2004 років захищав кольори клубу «Леон».

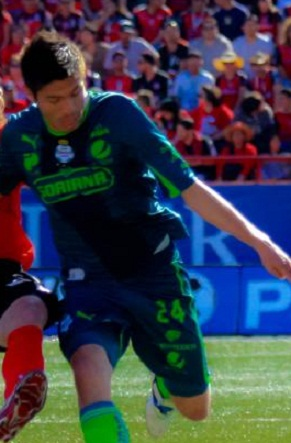
Орібе Перальта 2012 року в складі «Сантос Лагуни»

Своєю грою за останню команду привернув увагу представників тренерського штабу клубу «Монтеррей», до складу якого приєднався 2004 року. Відіграв за команду з Монтеррея наступні два роки своєї ігрової кар'єри. Більшість часу, проведеного у складі «Монтеррея», був основним гравцем атакувальної ланки команди і двічі допомагав команді ставати віце-чемпіоном країни.
2006 року уклав контракт з клубом «Сантос Лагуна», у складі якого також здебільшого виходив на поле в основному складі команди.
Протягом 2009 року на правах оренди захищав кольори команди клубу «Хагуарес Чіапас». Наступного року повернувся до складу клубу «Сантос Лагуна».
У травні 2014 року було анонсовано перехід Перальти в столичну «Америку». Сума трансферу в 10 млн доларів стала рекордною для мексиканського чемпіонату, а річний оклад Орібе склав 2,5 млн доларів. Перальта забив в обох матчах фіналу проти канадського «Монреаль Імпакт» і допоміг «Америці» виграти Лігу чемпіонів КОНКАКАФ, а сам Перальта разом з одноклубником Даріо Бенедетто з сімома голами став найкращим бомбардиром турніру. Ця перемога дозволила клубу взяти участь у клубному чемпіонаті світу. 13 грудня в першому матчі на турнірі проти китайського «Гуанчжоу Евергранд» він забив гол, але мексиканці поступились 1:2 і змушені були грати в матчі за п'яте місце, в якому здолали конголезький «ТП Мазембе». 
У наступному році Орібе з командою вдруге поспіль став переможцем Ліги чемпіонів КОНКАКАФ, обігравши в вирішальеому матчі співвітчизників «УАНЛ Тигрес», проте Перальта голів не зибив, хоча і зіграв в обох фінальних матчах.

## Виступи за збірні
2005 року дебютував в офіційних матчах у складі національної збірної Мексики.
У складі збірної був учасником розіграшу Кубка Америки 2011 року в Аргентині.

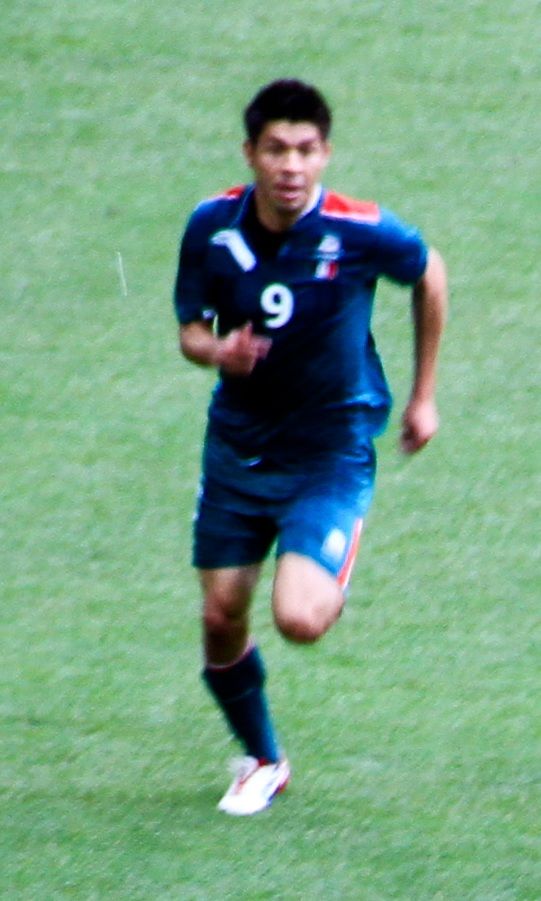
Орібе Перальта Олімпійських іграх 2012 року

2012 року захищав кольори олімпійської збірної Мексики на Олімпійських іграх 2012 року у Лондоні. Перальта провів дубль у фіналі турніру, завдяки якому Мексика обіграла Бразилію 2:1 та здобула титул олімпійських чемпіонів.
У травні 2014 року Перальта потрапив в заявку збірної на поїздку до Бразилії на світову першість. Там Орібе зіграв у всіх чотирьох матчах збірної і навіть забив гол камерунцям, а його збірна вилетіла в 1/8 фіналу від Нідерландів.
У 2015 році Перальта став володарем Золотого кубка КОНКАКАФ. На турнірі він зіграв в шести матчах. У поєдинку проти кубинців Орібе зробив хет-трик, а також забив ще одні м'яч у фіналі проти Ямайки, який допоміг здобути золото.
У 2016 році Перальта вдруге взяв участь у Кубку Америки у США. На турнірі він зіграв у матчах проти команд Ямайки та Венесуели. У поєдинку проти ямайців Орібе забив гол.
На Олімпійські ігри 2016 року  у Ріо-де-Жанейро Перальта поїхав у статусі чинного олімпійського чемпіона, одного з кращих бомбардирів команди, а також її капітана. У першому матчі групової стадії проти команди Німеччини Орибе забів гол, замкнувши подачу з кутового Майкла Переса. У другому поєдинку проти фіджійцев він тричі асистував партнерам по команді Карлосу Сальседо і Еріку Гутьєрресу. У третьому матчі Орібе участь не брав, за підсумками групової стадії мексиканці покинули турнір.
У 2017 році Пералальта взяв участь у Кубку конфедерацій в Росії. У першому матчі проти збірної Португалії вийшов на поле у другому таймі, замінивши Рауля Хіменеса. На другий поєдинок проти команди Нової Зеландії, тренер виставив дублерів і Орібе потрапив у стартовий склад. У другому таймі з передачі Хав'єра Акіно, Перальта забив переможний гол. У матчі за третє місце проти португальців він також вийшов в основі, але був замінений у другому таймі.
Наступного року потрапив у заявку на другий поспіль для себе чемпіонат світу 2018 року у Росії.
Наразі провів у формі головної команди країни 67 матчів, забивши 26 голів.

## Титули та досягнення

### Командні
- Чемпіон Мексики (4): Клаусура 2004, Клаусура 2008, Клаусура 2012, Апертура 2014
- Переможець Ліги чемпіонів КОНКАКАФ (2): 2014–15, 2015–16

### Збірні
- Переможець Панамериканських ігор: 2011
- Олімпійський чемпіон (1): 2012
- Володар Золотого кубка КОНКАКАФ: 2015

### Індивідуальні
- Найкращий Панамериканських ігор: 2011 (6 голів)
- Найкращий бомбардир чемпіонату Мексики: Апертура 2011, Клаусура 2012, Клаусура 2012
- Найкращий бомбардир Ліги чемпіонів КОНКАКАФ: 2011–12 (7 голів[9]), 2014–15 (7 голів[10])
- Футболіст року КОНКАКАФ: 2013